# 대구효명초등학교
대구효명초등학교는 대한민국 대구광역시 남구에 있는 공립 초등학교이다.

## 역사
- 1982-12-01 교사 준공
- 1983-02-01 대구효명초등학교 설립 인가
- 1983-03-01 개교(15학급 편성)
- 2014-03-01 제12대 김미자 교장 취임
- 2015-02-13 제31회 졸업식 86명(졸업생 총 5,409명)
- 2015-03-01 20학급 편성